# Tahir ul Qadri
Muhammad Tahir ul-Qadri (Jhang, 19 de febrero de 1951) es un escritor, poeta, profesor, estudioso religioso, y político musulmán pakistaní.
En urdú su nombre se escribe محمد طاہر القادری.
Dr. Tahir-ul-Qadri es el líder fundador de Minhaj-ul-Quran International, una organización mundial cuyo objetivo declarado es el establecimiento de la unidad y el entendimiento entre las comunidades, y la educación para los jóvenes en las ciencias islámicas clásicas para la promoción de la paz. Es también fundador de la Fundación de Bienestar Minhaj que es para la prestación de asistencia social para los necesitados y de la Universidad Internacional Minhaj, con sede en Lahore. El Dr. Tahir-ul-Qadri es también el presidente fundador del partido político Movimiento Popular de Pakistán (PAT).
Sus habilidades políglotas ―habla árabe, inglés, punyabí, persa y urdú― le han destacado entre los estudiosos musulmanes.
Estudió con Sayyidna Tahir Allauddin Al Qadri Al Gillani (que es el 17.º descendiente del Shaykh Abdul-Qadir Gilani y el 28.º descendiente del profeta Mahoma) y estuvo bajo su dirección durante 25 años.
Primero fue declarado como Sheikh-ul-Islam en 1994 por Sayyid Rasûl Shâh Khâkî de Chakwâl, y que fue consecuencia directa de estudiantes de Raza Imam Ahmad Khan Barelwi. Entre otras cosas, el Muhammad Tahir-ul-Qadri también fue declarado como "Shaykh-ul-Islam 'en 2004 por los ulemas de países árabes, incluyendo al imán  de la Mezquita Umayyad Shaykh Mohammad As'ad Sa` îd como Sâgharjî-, Damasco, Siria y el imán de Jâmi `a al-Muhaddith Akbar, Shaykh Abul Khayr-Shukri

## Biografía
Tahir-ul-Qadri comenzó su educación en la Escuela del Sagrado Corazón de Jhang, una escuela de la misión católica, donde Qadri aprendió inglés. Comenzó su educación religiosa en la edad de 12 años en Medina (Arabia Saudita en la Madrasa al-‘Ulūm ash-Shar‘iyya, que estaba situado en la casa de Sayyiduna Abu Ayyub al-Ansari, la primera residencia del profeta Mahoma después de su migración a Medina. Aprendió de Hazrat Maulana Zia-ud-Din Madani y estudió Hadith de al-Sayyid al-Alawi Malik. Luego recibió iyaza. Continuó su educación religiosa con su padre y otros eruditos, y terminó el Dars-e-Nizami (bachillerato de estudios religiosos) y el Dars-e Hadith.
Estudió Derecho en la Universidad de Punyab (Lahore), donde se graduó con una Licenciatura en Derecho en 1974, ganando una medalla de oro por su rendimiento académico. Tras un período de práctica legal como abogado, fue profesor de Derecho en la Universidad de Punyab, desde 1978 hasta 1983 y luego obtuvo su doctorado (PhD) en Derecho por la misma universidad en 1986. Fue designado como profesor de Derecho de la Universidad de Punyab, donde enseñó derecho constitucional inglés, estadounidense e islámico.
Fue nombrado como jurista asesor en la ley islámica de la Corte Suprema y el Tribunal Federal de Sharia de Pakistán y también trabajó como asesor especialista en planes de estudios islámicos en el Ministerio Federal de Educación (Pakistán). En varias ocasiones entre 1983 y 1987, recibió y rechazó ofertas de varios puestos/cargos de alto nivel.
Él ha pronunciado más de 6000 conferencias sobre economía y ciencias políticas, filosofía religiosa, la ley, el sufismo, las ciencias médicas, ciencias de los materiales y la astronomía. Numerosas conferencias están disponibles en urdú, inglés y árabe en diferentes tiendas/centros del contenido religioso islámico en todo el mundo.

### Fundación de Minhaj-ul-Quran International
Dr. Qadri fundó una organización moderada y antiislamista Minhaj ul Quran International en octubre de 1981 y pasó la próxima década en su expansión a nivel nacional e internacional.

## Trabajos publicados
Es autor de 400 obras publicadas en árabe, urdu e inglés entre sus obras más notables y recientes son:
- “Dala’il al-Barakat” (10.000 Durood and Salawaat (alabanzas) del profeta Mahoma, escritan en estilo de la muy leída Dala’il al-Khayrat de Imam Jazuli, que fue escrita 1000 años antes.),
- “Minhaj us Sawi’” (Un libro de hadices (dicho del profeta Mahoma) en 2 volúmenes compilados en el paterno y estilo de “Riyad us-Salihin رياض الصالحين” de Imam Nawawi y “Mishkat al-Masabih” de Khatib Tabrizi, este libro tiene 1000 páginas),
- “Mawlid an-Nabi” -Nacimiento del Profeta-, el mayor libro jamás escrito en el tema Mawlid, tiene 1000 páginas.

Los ingresos de libros escritos por Tahir ul Qadri y de los de DVD/CD de sus conferencias están destinados para siempre a nombre de su organización Minhaj ul Quran international que suele ser publicados dentro de sus libros.

## Obras en inglés
- Fatua contra el terrorismo y los atentados suicidas[6]
- Irfan ul Quran (traducción moderna del Corán en inglés)[7]
- La súplica de la ayuda[8]
- Creación del hombre[9]
- Perlas de la memoria[10]
- El islamismo en la prevención de la enfermedades cardíacas[11]
- Concepto islámico de intermediación[12]
- La constitución de Medina (la primera constitución escrita)[13]
- Concepto islámico del conocimiento (Al Ilm)[14]
- Saludos al Profeta[15]
- Islam y política
- El estado islámico
- La declaración de Gadir[16]
- Virtudes de Syyedah Fátima[17]

## Familia
El Dr. Tahir ul Qadri es el hijo de un erudito llamado Dr. Farid-ud-Din Qadri. Sus antepasados pertenecen a la tribu Sial de Jhang (ciudad situada en el sur de la provincia de Punyab (Pakistán)).
Dr. Qadri está casado y tiene dos hijos y tres hijas, que son Hassan Mohi-ud-Din Qadri, Hussain Mohi-ud-Din Qadri, Qurrat-ul-Ain Fátima, Aisha Qurrat-ul-Ain y Khadija Qurrat-ul-Ain.